# Jayne Ludlow
Jayne Louise Ludlow MBE (* 7. Januar 1979 in Llwynypia) ist eine ehemalige walisische Fußballspielerin und Nationaltrainerin der walisischen Fußballnationalmannschaft der Frauen. Die Mittelfeldspielerin spielte für den englischen Verein Arsenal LFC und die walisische Nationalmannschaft.

## Werdegang
Ludlow begann ihre Karriere in einer Jungenmannschaft, bevor sie in eine reine Frauenmannschaft wechselte. Ihr Vater war professioneller Fußballspieler. Bereits mit 15 Jahren debütierte sie in der walisischen Nationalmannschaft. Zwischenzeitlich studierte Ludlow in den USA. In Großbritannien spielte sie für Barry Town, den FC Millwall und den FC Southampton. Von 2000 bis 2013 spielte sie beim Arsenal LFC. Mit Arsenal gewann sie mehrere Titel, u. a. den UEFA Women’s Cup 2007 und war Vize-Mannschaftskapitän. 2003, 2004 und 2005 wurde sie von den Spielerinnen der FA Women’s Premier League zur „Spielerin des Jahres“ gewählt.
Nach ihrer aktiven Zeit als Spielerin trainierte sie zunächst den englischen Verein Reading FC Women und die U-16-Mannschaft von Wales. Im Oktober 2014 wurde sie Nationaltrainerin von Wales. Im Januar 2021 gab sie bekannt, diese Tätigkeit nach 6 Jahren zu beenden. Auch wenn Wales unter Ludlow zweimal ein Play-off für einen ersten großen Finalauftritt knapp verpasste, gehörte die Nationalmannschaft in diesem Zeitraum zu den Top 30 der Welt.

## Erfolge
- UEFA Women’s Cup: 2006/07
- Premier League’s Player’s Player of the year: 2003, 2004, 2005

## Trivia
In ihrer Jugend war sie nebenbei noch eine erfolgreiche Leichtathletin. Sie hält auch heute noch den britischen Rekord im Dreisprung in der Altersklasse „unter 17“.
2018 wurde sie in die Ehrenliste der Welsh Sports Hall of Fame aufgenommen.